# Кочетов, Михаил Сергеевич
Михаил Сергеевич Кочетов — участник боёв на реке Халхин-Гол, командир бронемашины «БА-10» бронеавтобатальона 9-й Краснознамённой мотоброневой бригады 1-й армейской группы, младший комвзвод, Герой Советского Союза.

## Биография
Родился 3 октября 1913 года в деревне Захарово Владимирской губернии в крестьянской семье. В 1931 году, после смерти отца, переехал с матерью в село Клин Вачского района Горьковской (ныне Нижегородской) области. Русский. Окончил 3 класса. Работал маслёнщиком, кочегаром и помощником моториста на пароходе «Декабрист» Волжского речного пароходства.
В Красную Армию был призван в 1935 году. Военную службу проходил в частях Забайкальского военного округа. После окончания школы младшего начальствующего состава 11-го механизированного корпуса был назначен командиром бронемашины. По окончании действительной военной службы М. С. Кочетов остался на сверхсрочную и был назначен командиром бронемашины «БА-10».
Участвовал в боях с японскими милитаристами на реке Халхин-Гол (МНР) с 11 мая 1939 года.
Командир бронемашины бронеавтобатальона 9-й мотобронебригады (1-я армейская группа) кандидат в члены ВКП(б) младший комвзвод Михаил Кочетов проявил героизм в Баин-Цаганском сражении 3-5 июля 1939 года и в последующих боях у горы Баин-Цаган. 18 июля 1939 года в одном из боёв погиб. Похоронен на горе Баин-Цаган, на западном берегу реки Халхин-Гол.
Указом Президиума Верховного Совета СССР от 29 августа 1939 года за мужество и героизм, проявленные при выполнении воинского и интернационального долга младшему комвзводу Кочетову Михаилу Сергеевичу посмертно было присвоено звание Героя Советского Союза.